# 中河内 (海老名市)
中河内（なかごうち）は、神奈川県海老名市の大字。

## 地理
市内南部、相模平野のほぼ中央に位置し、地内を永池川が流れる。
北で上河内、東から南にかけて本郷、南西で中野、西で社家にそれぞれ隣接する（いずれも海老名市）。

### 河川
- 永池川

### 地価
住宅地の地価は、2023年（令和5年）1月1日の公示地価によれば、中河内字中道1230番4の地点で6万2000円/m2となっている。

## 歴史

### 沿革
- 江戸時代 - 高座郡中河内村成立。
- 1868年（明治元年） - 中河内村、神奈川府を経て神奈川県に所属。
- 1889年（明治22年）4月1日 - 町村制施行により高座郡有馬村大字中河内となる。
- この間 - 有馬村役場が同村中野から移転。
- 1955年（昭和30年）7月20日 - 有馬村が海老名町と合併し、海老名町の大字となる。
- 1971年（昭和46年）11月1日 - 海老名町が市制施行し、海老名市となる。

## 世帯数と人口
2023年（令和5年）1月1日現在（海老名市発表）の世帯数と人口は以下の通りである。
| 大字   | 世帯数  | 人口  |
| ------ | ------- | ----- |
| 中河内 | 199世帯 | 631人 |

### 人口の変遷
国勢調査による人口の推移。
| 年                 | 人口 |
| ------------------ | ---- |
| 1995年（平成7年）  | 588  |
| 2000年（平成12年） | 742  |
| 2005年（平成17年） | 776  |
| 2010年（平成22年） | 765  |
| 2015年（平成27年） | 713  |
| 2020年（令和2年）  | 675  |

### 世帯数の変遷
国勢調査による世帯数の推移。
| 年                 | 世帯数 |
| ------------------ | ------ |
| 1995年（平成7年）  | 126    |
| 2000年（平成12年） | 172    |
| 2005年（平成17年） | 195    |
| 2010年（平成22年） | 188    |
| 2015年（平成27年） | 204    |
| 2020年（令和2年）  | 205    |

## 学区
市立小・中学校に通う場合、学区は以下の通りとなる（2022年12月時点）。
| 番地                                                                     | 小学校               | 中学校               |
| ------------------------------------------------------------------------ | -------------------- | -------------------- |
| 9～96、351～408 510～576、636～700 704～710、722～725 727～728、730～794 | 海老名市立社家小学校 | 海老名市立有馬中学校 |
| 97～350、409～509 577～635、701～703 711～721、726 729、795～1828        | 海老名市立有馬小学校 | 海老名市立有馬中学校 |

## 事業所
2021年（令和3年）現在の経済センサス調査による事業所数と従業員数は以下の通りである。
| 大字   | 事業所数 | 従業員数 |
| ------ | -------- | -------- |
| 中河内 | 21事業所 | 294人    |

### 事業者数の変遷
経済センサスによる事業所数の推移。
| 年                 | 事業者数 |
| ------------------ | -------- |
| 2016年（平成28年） | 17       |
| 2021年（令和3年）  | 21       |

### 従業員数の変遷
経済センサスによる従業員数の推移。
| 年                 | 従業員数 |
| ------------------ | -------- |
| 2016年（平成28年） | 281      |
| 2021年（令和3年）  | 294      |

## 交通
地内を通過する鉄道路線はない。最寄駅は社家駅。

### バス
- 神奈川中央交通・相鉄バス
  - 実証運行路線 海老名駅行・寒川駅行

## 施設
- 海老名市立有馬小学校
- オアシス湘南病院
- 海老名警察署有馬交番
- さがみ農業協同組合有馬支店
- 横須賀市水道局有馬浄水場（一部は上河内・本郷に所在）
- 貴日土神社
- 吉祥寺

## その他

### 日本郵便
- 郵便番号 : 243-0416[3]（集配局 : 綾瀬郵便局[15]）。